# Montes de Toledo
Montes de Toledo es el nombre que recibe una cordillera en la submeseta sur de la península ibérica, formada por varias sierras que separan la cuenca del Tajo de la del Guadiana. Tienen una longitud máxima de este a oeste de unos 350 km. El pico Villuercas, con una altura de 1603 m sobre el nivel del mar, es la cumbre más elevada del sistema montañoso.

## Geología
Se trata de una estructura rejuvenecida por la orogenia alpina, pero a diferencia del sistema Central, no son bloques levantados y hundidos, sino que es un relieve apalachense puesto al descubierto tras la intensa erosión que afectó a la zona después de la orogenia. Son, pues, crestones cuarcíticos de una altura uniforme, en torno a los 1400 m sobre el nivel del mar, que no han sido afectados por la erosión glaciar.

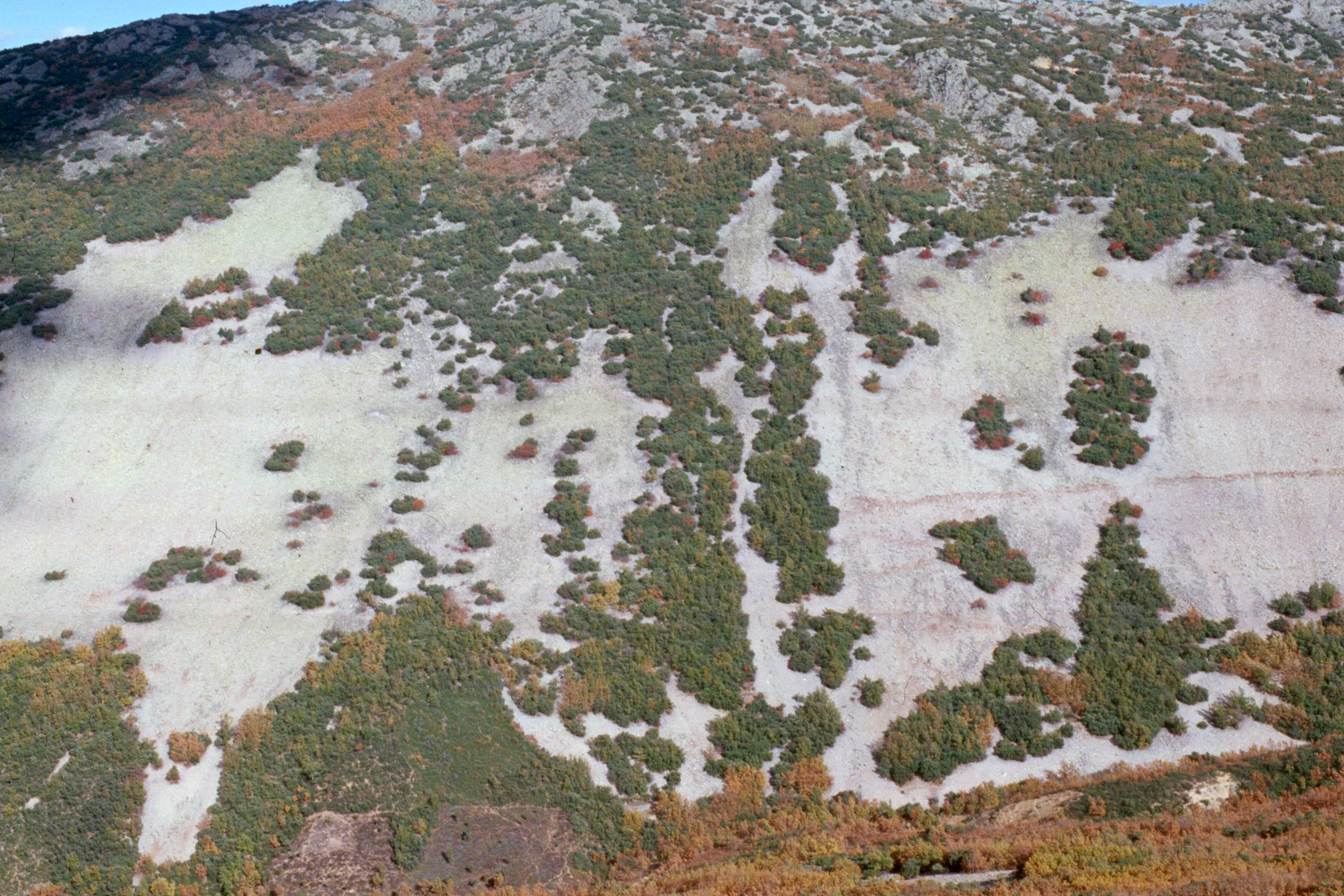
Talud típico de los Montes de Toledo, conocidos también como pedrizas o canchales.

Pero aún hay otro elemento paisajístico destacable en estos montes, y son las numerosas pedrizas (también llamadas casqueras o canchales) que se pueden observar por doquier en las laderas. Con su típica forma de abanico, y casi desprovistas de vegetación son, en realidad, grandes cúmulos de cantos angulosos de cuarcita formados en series muy frecuentes de congelación y deshielo. Estos cantos se encuentran sueltos, sin matriz que los una y sin suelo desarrollado, por lo que aparecen desnudos, como grandes manchas blancas entre la vegetación. Sin embargo, al acercarnos, comprobaremos que sobre ellas se desarrollan comunidades pioneras de líquenes y musgos que los salpican de multitud de colores, y que, además, albergan plantas típicas de roquedo, como los ombligos de Venus, por ejemplo. 
De los Montes de Toledo parten ríos como el Algodor y el Almonte, afluentes del río Tajo por la izquierda, y el Amarguillo, afluente del Guadiana por la derecha. Incluye el paraje protegido del parque nacional de Cabañeros. Los Montes de Toledo dan nombre a una comarca de la provincia de Toledo y a otra de la provincia de Ciudad Real, que son colindantes.

## Sectores
Dentro de la cordillera de los Montes de Toledo se pueden distinguir diferentes zonas o sectores:

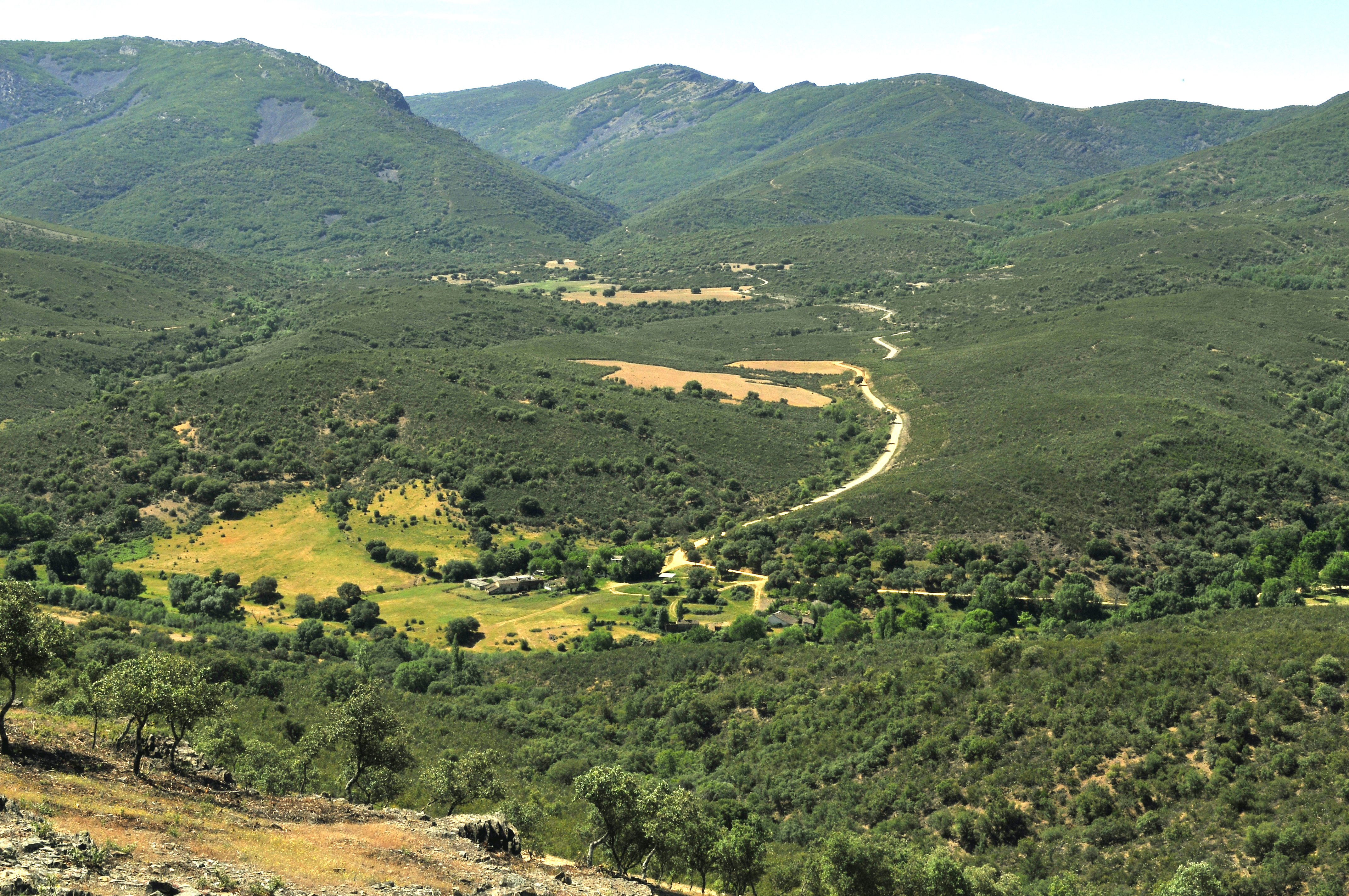
Paisaje al noroeste del parque nacional de Cabañeros

- Montes de Toledo propiamente dichos: constituidos por las distintas sierras de las provincias de Toledo y Ciudad Real en la zona suroccidental de la primera y noroccidental de la segunda. Conforman el núcleo oriental y central de la cordillera. Encontramos cimas como Rocigalgo (1447 m), Corral de Cantos (1421 m), Peñafiel (1419 m) o Amor (1379 m), repartidas por las sierras de La Calderina, de Yébenes, de San Pablo de los Montes, del Castañar de La Jara, Macizos de Montalbán y Macizos de Rocilargo, entre otras.

Al oeste de la formación montañosa se encuentran las sierras centrales extremeñas:
- Sierra de Altamira: situada en el límite entre Extremadura y Castilla-La Mancha. Sus alturas más notables son Riscos Altos (1324 m) y Risco de las Moras (1279 m). El río Guadarranque separa esta sierra de la de Guadalupe. El Puerto de San Vicente (805 m) es la comunicación entre las provincias de Toledo y Cáceres en estas montañas.Paisaje en la sierra de las Villuercas.

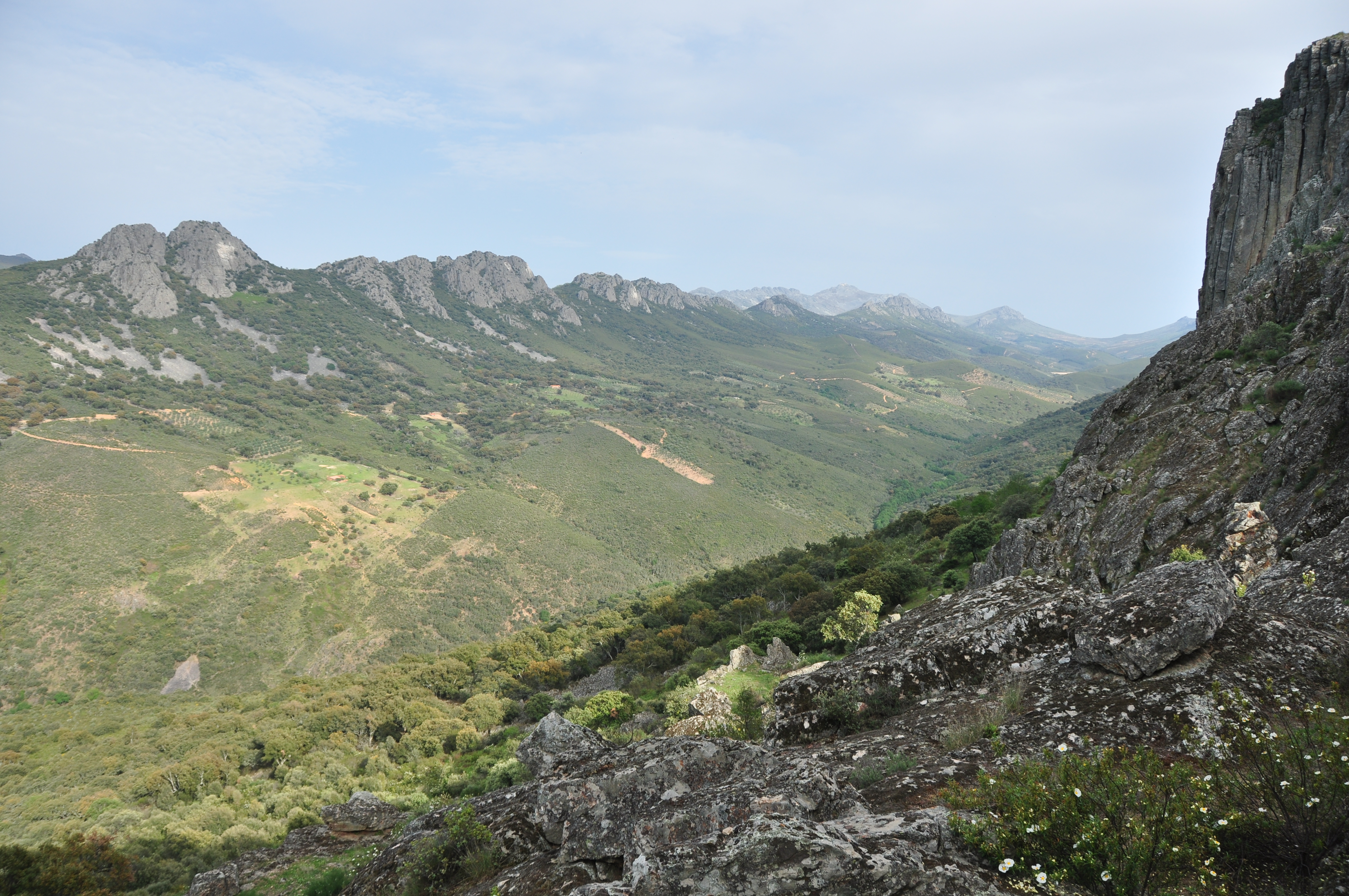
Paisaje en la sierra de las Villuercas.

- Sierra de Guadalupe: al oeste de la anterior. Se trata de una sierra perteneciente a los Montes de Toledo y situada en el este de la provincia de Cáceres en cuyo macizo central, conocido como sierra de las Villuercas (nombre que muchas veces se hace extensible a toda la sierra), se alza el pico Villuercas que con sus 1603 m es el techo de la cordillera. Otras cumbres relevantes son Cervales (1441 m), Carbonero (1428 m), Ballesteros (1342 m), Sobacorbas (1320 m) o Risco Redondo (1287 m). En estas elevaciones nacen ríos como el Almonte y el Ibor, que se dirigen al Tajo, y el Ruecas y el Guadalupejo, que llevan sus aguas al Guadiana. Principalmente se componen de materiales pizarrosos y cuarcíticos que a menudo quedan al aire en sus descarnadas cimas. También destacaremos formaciones geológicas de conglomerados de cantos de cuarcita con arcillas sin estratificar denominadas "rañas".
- Sierra de Montánchez: es la denominación de los montes del centro-sur de la provincia de Cáceres cuya altura más relevante es el pico homónimo con 995 m sobre el nivel del mar en cuya ladera se ubica la población de Montánchez. Otras de sus cimas: Cancho Blanco (955 m) y Alijares (786 m). Se encuentra formada por materiales pizarros y graníticos. En estas serranías nacen los ríos Salor (afluente del Tajo por su margen izquierda), Tamuja (afluente del río Almonte) y Aljucén (afluente del Guadiana por la margen derecha).
- Sierra de San Pedro: situada en el límite entre la provincia de Cáceres y la provincia de Badajoz en su parte occidental y continuando el descenso de cota de los Montes de Toledo hacia el oeste (quedando ya entre 300 y 700 m). Se conforma por materiales paleozóicos de granitos y pizarras. Posee gran valor ecológico como muestra de la flora y fauna mediterráneas. Sus cimas relevantes son: Torrico de San Pedro (702 m), Atalaya (624 m), Chorlo (624 m), Morrón del Cotarro (615 m), Manzano (610 m). Nacen en ella los ríos Zapatón (afluente del río Gévora), Rivera de Aurela (que lleva sus aguas al Tajo).
- Sierra de San Mamés: se encuentra en Portugal, junto a Extremadura, en el Alto Alentejo, donde se ha constituido un parque natural. Su altura más relevante es el Pico San Mamés (São Mamede) con 1025 m, predominan alturas en torno a los 800 m. En esta sierra nace el río Sever, afluente del Tajo, y el río Gévora, afluente del Guadiana. Ambos forman, en casi todo su discurrir, parte de la frontera entre ambos países ibéricos.

## Clima

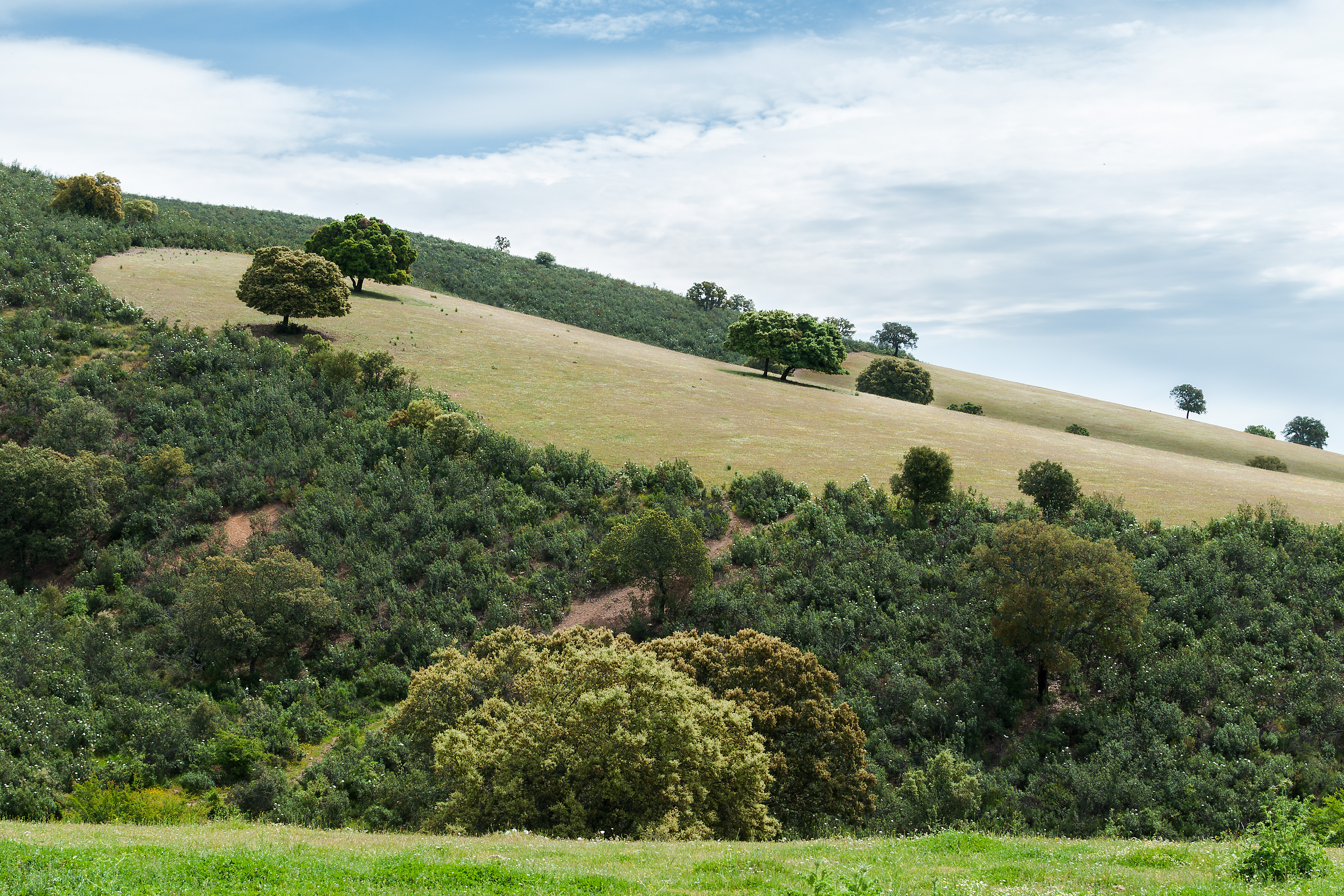
Encinas y matorral en primavera

El clima de la cordillera varía significativamente según la zona. En el sector castellano-manchego impera un clima mediterráneo continental con grandes oscilaciones térmicas entre estaciones. Sin embargo, en el cuadrante extremeño y portugués de la cordillera el clima es puramente mediterráneo debido a la escasa altitud. En este sector las temperaturas son más suaves en invierno y muy cálidas en verano. 
En cuanto a la pluviometría, también se observan diferencias geográficas. Existen unos máximos de precipitación en la zona más occidental de la cordillera debido a la mayor influencia de las borrascas atlánticas. Por ejemplo, la portuguesa sierra de San Mamés posee cantidades de lluvia de cerca de 1000 l/m² año, mientras que en la comarca de La Mancha toledana se dan los mínimos de pluviosidad, cuyos totales de precipitación anual pueden no llegar a los 400 l/m² año.

## Flora y fauna
Los Montes de Toledo constituyen un corredor ambiental de características similares que une La Mancha con Portugal.[cita requerida]

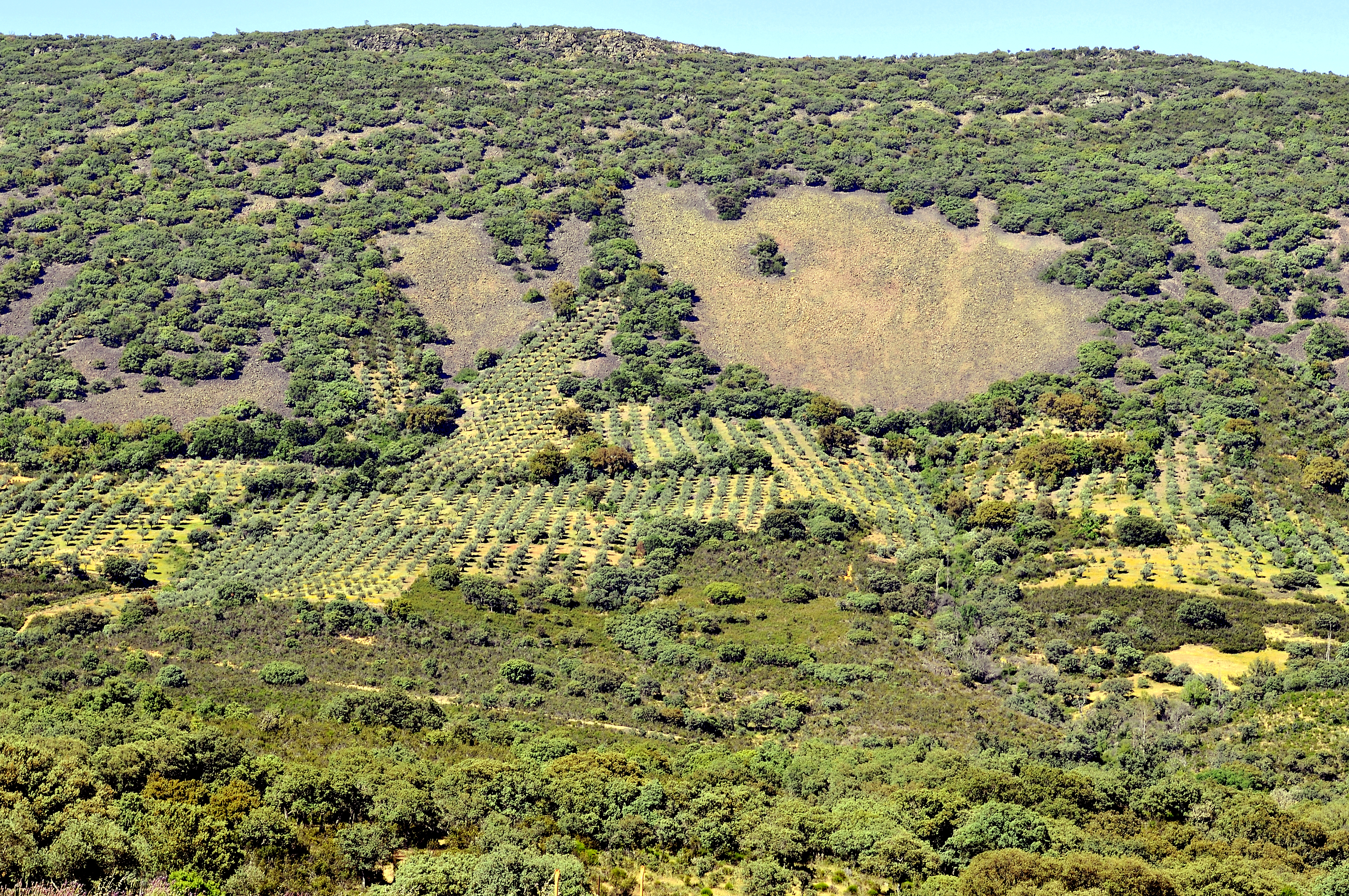
Vegetación en Robledo del Mazo, con presencia de olivos cultivados.

Predomina en toda la cordillera el bosque mediterráneo; destacando las encinas, los alcornoques y los melojos. En cuanto a las coníferas, el pino rodeno forma extensos bosques monoespecíficos. También abundan los sectores de sauces, álamos, eucaliptos y castaños aunque están más localizados. Entre los arbustos olorosos destacan la jara, la lavanda, el tomillo y el romero.
En cuanto a la fauna se pueden observar una gran variedad de mamíferos como el topillo, la musarañita, la rata de agua, el lirón careto, el gato montés, el ciervo, el corzo, el jabalí, el tejón, y destaca el lince ibérico, especie en peligro de extinción.
Entre los reptiles se pueden mencionar la lagartija ibérica, el lagarto ocelado, la culebra de escalera y la víbora hocicuda.
La población de aves es de gran importancia, tanto es así que el área protegida del parque nacional de Cabañeros, la sierra de San Pedro y la sierra de las Villuercas fueron declaradas como zonas de especial protección para las aves. Las más abundantes son las rapaces: el cernícalo, el buitre leonado, el águila imperial, el búho real o el halcón peregrino, entre otros. También nidifican en la cordillera el picapinos, el chotacabras, la abubilla, la garza real y la escasa cigüeña negra. 
En los ríos de los montes viven especies como la trucha y el reo, también algunas amenazadas como el cangrejo de río europeo están presentes en ríos como el Pusa.